# Ропство Јанковић Стојана
„Ропство Јанковић Стојана“ је српска народна песма која говори о ропству и љубави Стојана Јанковића. Песма се заснива на стварним историјским подацима.

## Радња
Прича ове епске песме говори о једном догађају из живота ускочког старешине и сердара Стојана Јанковића. Она прво подсећа на догађаје који су се десили пре много година, када су Стојан Јанковић и Илија Смиљанић заробљени и одведени у Стамбол, где добијају сву пажњу султана и двора, да би му остали верни и у његовој служби. Они доносе одлуку да се дочепају кључева, узму благо и коње и побегну. Остварили су замисао, стигли до Котара и растали се. Стојан прво одлази да обиђе виноград и ту затиче мајку како тугује. Не представља јој се, а она га скрхана болом не препозна. Сазнаје да му се љуба преудаје и он одлази у своје дворе. Сватови су га лепо примили, а он им пева песму о „тици ластавици“ и „сив-зелен соколу“. Љуба је схватила смисао песме, која је изречена у метафори. Одмах јури код заове и саопштава јој да се Стојан вратио. Сусрет брата и сестре је дирљив. У песми се безгранична радост брзо смењује неочекиваном трагиком. Када се мајка увече врати из винограда и сазна да јој је син жив и да се вратио, умире од изненадне радости и превелике среће.

## Анализа
Прво што се запажа при читању песме, јесте несклад између наслова песме и њеног садржаја. Наслов „Ропство Јанковић Стојана“ обећава детаљан опис робовања главног јунака. Очекивање је изневерено на почетку песме. Након кратког увода о заробљавању двојице ускока, долази договор о бекству и бекство. Прича даље није везана за робовање, него за последице робовања. Наслов само указује на узроке, а средиште песме чини одисејски мотив обрађен на оригиналан начин. У песми се стално смењују позитивна осећања — радост, задовољство, срећа и негативна осећања — туга, бол, патња. Ово није песма о јуначким борбама, већ је песма о породичној љубави и топлини, породичном страдању, породичним радостима и тугама. Зато се ова песма може сврстати у баладе. У лик Стојана Јанковића и причу о њему уткан је одисејски мотив — „муж на свадби своје жене“. Овај мотив уметнички функционише у организацији приче, подстицању емотивног набоја, карактеризацији главног јунака, али и Стојанове љубе. Народни песник потпуно запоставља портрет главног јунака. Жели да истакне Стојанове људске и витешке квалитете, јер је то и тежиште песме.
Цела песма се заснива на контрасту емоција, стално се смењују туга и радост, несрећа и срећа. Када то смењивање буде нагло, настаје лом у души и смрт.

## Историјска основа
Историјски основ песме је несумњив, а приказ фактичког догађаја је веран. Појављује се епска амплификација — нпр. трајање робовања. Песма је једино спорна око имена Стојановог друга у ропству. По Вуку Караџићу, то није могао бити Илија Смиљанић јер је он био, као старији, друг у војевању Стојановог оца Јанка, али данас се, на основу чињенице да је Стојан ратовао већ као јако млад, ишао раме уз раме са својим оцем те на тај начин могуће и са Илијом Смиљанићем. Могуће је да је народна песма извршила и овде једну од тако честих замена личности, па је уместо Илије Миљковића ставила другу личност — Илију Смиљанића.